# 北川内町 (福岡県)
北川内町（きたかわちまち）は、福岡県八女郡にあった町。現在の八女市の一部。

## 地理
耳納山地の南麓で、星野川流域に位置していた。

## 歴史
- 1889年（明治22年）4月1日 - 町村制の施行により、上妻郡北川内村（一部、字堤谷・白木平・北向を除く）、久木原村、本分村（一部、字丸山）が合併して村制施行し、北川内村が発足[1][2]。
- 1896年（明治29年）4月1日 - 郡の統合により八女郡に所属[1][3]。
- 1899年（明治32年）- 伝染病院、倉員銀行設立[1]。
- 1948年（昭和23年）7月1日 - 横山村の一部（下横山〔小椎尾を除く〕、上横山〔岩下・藤木・今村〕）を編入し大字下横山を設けた[1][2]。
- 1953年（昭和28年）10月1日 - 町制施行し北川内町となる[2]。
- 1958年（昭和33年）3月1日 - 八女郡横山村と合併して上陽町を新設し廃止された[1][2]。

## 交通

### 鉄道
- 1945年（昭和20年）- 国鉄矢部線が開通し北川内駅開設[1]。
- 1985年（昭和60年）- 矢部線廃止[1]